# Мен Бахадур Гурунг
Мен Бахадур Гурунг (нар. 15 березня 1993, Бутан) — бутанський футболіст, захисник клубу «Тхімпху Сіті» та національної збірної Бутану.

## Клубна кар'єра
Футбольну кар'єру розпочав 2010 року у клубі «Друк Старз». У 2014 році виступав за «Уг'єн Академі». У 2015 році підсилив ФК «Тхімпху». З 2017 року  виступає за «Тхімпху Сіті».

## Кар'єра в збірній
Дебютував у футболці національної збірної Бутану 3 грудня 2011 року в програному (0:3) поєдинку чемпіонату Південної Азії проти Шрі-Ланки.